# Luc Senay
Pour les articles homonymes, voir Senay (homonymie).
Luc Senay (né le 26 novembre 1958) est un acteur, animateur et metteur en scène québécois originaire de Granby.
Il est notamment connu pour le grand écart qu'il effectuait pendant le générique de fin de son émission de variétés La Guerre des clans.

## Biographie
Luc Senay est professeur de création à l'école nationale de l'humour depuis 1991.
Il a été professeur d'improvisation au département de théâtre à l'Université du Québec à Montréal en 1990-91.
Il fait partie de la liste d'invités du grand cabaret de l'UQAMothon. qui s'est tenue le 4 avril 2008.
Il est également célèbre pour son grand-écart en fin d'émission de La Guerre des clans.

## Filmographie

### Télévision
- 1989 : Déclic
- 1992 - 1997 : La Guerre des clans : animateur
- 1998 : Réseaux : Luc Lamontagne
- 2000 : Gypsies : La Pince
- 2000 : Chartrand et Simonne : Alfred
- 2001 : Rivière-des-Jérémie : Bagoudino
- 2003 : L'Auberge du chien noir : Alain Martel
- 2009 : Lance et compte : Le Grand Duel : maire de Sainte-Rose-de-Poularie
- 2010 : Ni plus ni moi : Denis
- 2012 : 30 vies : Roger
- 2012 - 2013 : Toute la vérité : Maître Lussier
- 2014 : Au secours de Béatrice : père de Francis
- 2015 - 2016 : Madame Lebrun : Dr Lépine
- 2015 - 2016 : Le clan : monsieur Bonin
- 2015 : Les Disparus : Policier
- 2016 - : Boomerang : Michel
- 2017 - : Les Pays d'en haut : Anthyme Chevron
- 2017 - : Col bleu : Robert
- 2017 - : L'Écrivain public : monsieur Hautcoeur
- 2018 - : Victor Lessard : Grant Emerson
- 2018 : Faits divers : Paulo Fauteux, gérant d'un camping de nudiste
- 2019 - : Mon fils : Dr Landry, le psychiatre
- 2019 - 2022 : 5e rang : Paul Langlois, le garagiste
- 2021 : L’œil du cyclone : Michel
- 2023 : Mégantic (série télévisée): Fernand Savoie
- 2025: Veille sur moi (série télévisée) : Mario

### Cinéma
- 1980 : Fantastica : Victor
- 1992 : Mme Bolduc : Olivier Guimond
- 1994 : La Fenêtre : Cinéroux
- 1996 : Soho : Jean-Guy
- 1996 : L'Homme perché : Agnet Roméo
- 1996 : Joyeux Calvaire : le fou répétitif
- 1998 : Pendant ce temps... : chum de la mère
- 2001 : L'Homme perché : inspecteur
- 2001 : Poison d'avril (court métrage) de Borza (Guy Boutet) : Gilbert[3]
- 2005 : Idole instantanée : François (Taxi)
- 2005 : Aurore : Arcadius Lemay
- 2005 : Saints-Martyrs-des-Damnés : Barnabé
- 2006 : Cheech : Gilles
- 2007 : Les 3 P'tits Cochons : Gaston, ramoneur de Gatineau
- 2007 : Les Plus Beaux Yeux du monde : proprio de snack-bar
- 2007 : L'Âge des ténèbres : chauffeur
- 2007 : Les Gratteux : Lulu
- 2008 : Le Grand Départ de Claude Meunier : Gérard Craig
- 2009 : Dédé, à travers les brumes : professeur de cinéma
- 2009 : De père en flic : le père des mammours
- 2009 : Le Colis : huissier
- 2010 : Filière 13 : postier
- 2011 : Coteau rouge d'André Forcier : M. Lafortune (Ti-Guy)
- 2011 : Le Sens de l'humour : Réal
- 2015 : Chorus de François Delisle : Jean-Pierre Blake
- 2018 : La Bolduc : Fradette
- 2017 : Black Friday : Gilles
- 2019 : Menteur : Georges
- 2023: Mégantic : Fernand Savoie
- 2025 : Menteuse d'Émile Gaudreault : Georges Aubert, le père de Phil

### Théâtre
- 2001 : Des vrais hommes : Robin
- 2001 : Les Trois Sœurs : Salioli
- 2003 : La Tempête : Caliban
- 2005-2007 : Dix-huit trou pour quatre : Jean
- 2006 : Les Fourberies de Scapin : Scapin
- 2007 : Les Funérailles de Jerry : Jerry
- 2009 : Coin St-Laurent : maire, personnage multiple
- 2013 : Transcanadienne PQ : garagiste, personnage multiple
- 2014 : Vivement lundi : Paul
- 2015 : Comment s'occuper de bébé : journaliste
- 2016-2017 : La Vieille Demoiselle : Anatole
- 2017-2020 : Ladies Night : Benoît
- 2020 : Le Loup : Donald

## Récompenses
- 1991 - Champion compteur de la Ligue nationale d'improvisation
- 1992 - Nomination Meilleure animation jeux quizz La Guerre des clans
- 1991 - Champion compteur de la Ligue nationale d'improvisation
- 2018- Membre du temple de la renommé de la Ligue nationale d'improvisation
- 2018 Prix Gémeaux - Meilleure interprétation masculine pour une émission ou série produite pour les médias numériques: Fiction -COL BLEU « Épisode 4 - Le cobra » (St-Lauent TV)
- 2020 NYC Web Fest Best supporting actor pour l'Écrivain public.